# Bijela Rudina
Bijela Rudina (cyr. Бијела Рудина) – wieś w Bośni i Hercegowinie, w Republice Serbskiej, w gminie Bileća. W 2013 roku liczyła 90 mieszkańców.